# Истории хронопов и фамов
«Истории хронопов и фамов» (в других переводах — «Истории о хронопах и о фамах», «Истории о кронопах и славах», «Жизнь хронопов и фамов», исп. Historias de cronopios y de famas) — фантастический роман аргентинского писателя Хулио Кортасара. Кортасар начал работать над произведением в 1954 году.
Написана на основе фрагментов, коротких сюрреалистических рассказов. Самый известный сборник Хулио Кортасара.
Oпубликовано в 1962 году издательством Minotauro. В 1965 году роман переведен на английский.